# Fairview Shores
Fairview Shores é uma Região censo-designada localizada no estado americano da Flórida, no Condado de Orange.

## Demografia
Segundo o censo americano de 2000, a sua população era de 13.898 habitantes.

## Geografia
De acordo com o United States Census Bureau tem uma área de 11,5 km², dos quais 10,1 km² cobertos por terra e 1,4 km² cobertos por água.

## Localidades na vizinhança
O diagrama seguinte representa as localidades num raio de 8 km ao redor de Fairview Shores.